# Праведники народов мира в Великобритании

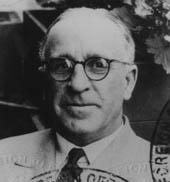
Капитан Фрэнк Фоли — британский разведчик и сотрудник посольства в Берлине, спас около 10 тысяч евреев

Праведники народов мира в Великобритании — британцы, спасавшие евреев в период Холокоста, которым присвоено почётное звание «Праведник народов мира» израильским Институтом Катастрофы и героизма «Яд ва-Шем».
Такие звания присвоены 22 подданным Великобритании.

## Список
| Имя                                                             | Номер  | Дата присвоения звания | Место спасения              | Информация о подвиге |
| --------------------------------------------------------------- | ------ | ---------------------- | --------------------------- | --- |
| Джек (Джон) Бакли англ. John Buckley                            | 4042.5 | 11 октября 2011        | Гданьск, Польша             | Британские военнопленные, которые в январе-феврале 1945 спасли Сару Матузон из Шяуляя, бежавшую во время «марша смерти» в Гросс Големкау.                        |
| Алан Эдвардс англ. Alan Edwards                                 | 4042.3 | 2 ноября 1988          | Гданьск, Польша             | Британские военнопленные, которые в январе-феврале 1945 спасли Сару Матузон из Шяуляя, бежавшую во время «марша смерти» в Гросс Големкау.                        |
| Уилли Фишер англ. Willy Fisher                                  | 4042.8 | 11 октября 2011        | Гданьск, Польша             | Британские военнопленные, которые в январе-феврале 1945 спасли Сару Матузон из Шяуляя, бежавшую во время «марша смерти» в Гросс Големкау.                        |
| Берт Хамблинг англ. Edwin Hambling                              | 4042.7 | 11 октября 2011        | Гданьск, Польша             | Британские военнопленные, которые в январе-феврале 1945 спасли Сару Матузон из Шяуляя, бежавшую во время «марша смерти» в Гросс Големкау.                        |
| Джордж Хаммонд англ. George Hammond                             | 4042.1 | 2 ноября 1988          | Гданьск, Польша             | Британские военнопленные, которые в январе-феврале 1945 спасли Сару Матузон из Шяуляя, бежавшую во время «марша смерти» в Гросс Големкау.                        |
| Билл Кибл англ. Bill Keeble                                     | 4042.9 | 11 октября 2011        | Гданьск, Польша             | Британские военнопленные, которые в январе-феврале 1945 спасли Сару Матузон из Шяуляя, бежавшую во время «марша смерти» в Гросс Големкау.                        |
| Роджер Летчфорд англ. Roger Letchford                           | 4042.4 | 2 ноября 1988          | Гданьск, Польша             | Британские военнопленные, которые в январе-феврале 1945 спасли Сару Матузон из Шяуляя, бежавшую во время «марша смерти» в Гросс Големкау.                        |
| Томас Нобл англ. Thomas Noble                                   | 4042.2 | 2 ноября 1988          | Гданьск, Польша             | Британские военнопленные, которые в январе-феврале 1945 спасли Сару Матузон из Шяуляя, бежавшую во время «марша смерти» в Гросс Големкау.                        |
| Билл Скратон англ. Harold 'Bill' Scruton                        | 4042.6 | 11 октября 2011        | Гданьск, Польша             | Британские военнопленные, которые в январе-феврале 1945 спасли Сару Матузон из Шяуляя, бежавшую во время «марша смерти» в Гросс Големкау.                        |
| Стэнли Уэллс англ. Stanley Wells                                | 4042   | 2 ноября 1988          | Гданьск, Польша             | Британские военнопленные, которые в январе-феврале 1945 спасли Сару Матузон из Шяуляя, бежавшую во время «марша смерти» в Гросс Големкау.                        |
| Сестра Агнес (Клэр/Клара Уолш) англ. Sister Agnes (Clare Walsh) | 4590.1 | 1 марта 1990           | Кадуин, Франция             | Прятала евреев в оккупированной Франции с декабря 1943 года. |
| Альберт Бедан англ. Albert Bedane                               | 8718   | 21 декабря 1999        | Сент-Хелиер, Великобритания | Прятал голландскую еврейку Мэри Ричардсон во время немецкой оккупации острова Джерси.                                                                            |
| Доротея Вебер (Ле Брок) англ. Dorothea Weber (Le Brocq)         | 8718   | 16 февраля 2016        | Сент-Хелиер, Великобритания | С 1943 года восемнадцать месяцев прятала Хедвиг Гольденберг Берку, еврейку из Австрии, в своей квартире в Сент-Хелиере на оккупированном немцами острове Джерси. |
| Чарлз Кауард англ. Charles Coward                               | 109    | 16 февраля 1965        | Аушвиц III Моновиц          | Спасал евреев будучи военнопленным в Освенциме. |
| Луиза и Ида Кук англ. Ida & Louise Cook                         | 60     | 28 июля 1964           | Лондон, Великобритания      | Помогли 29 евреям бежать из нацистской Германии до войны. |
| Элси Рейвенхолл англ. June Ravenhall                            | 11079  | 17 июня 2007           | Хилверсюм, Нидерланды       | Прятала Леви Веллемана в Хилверсуме в оккупированных Нидерландах.                                                                                                |
| Софка Скипуит англ. Sofka (Dolgoruky) Skipwith                  | 8087   | 14 июня 1998           | Виттель, Франция            | Помогала арестованным евреям в концлагере во Франции. |
| Элси Тилни англ. Elsie Tilney                                   | 12651  | 29 сентября 2013       | Виттель, Франция            | Помогала скрываться евреям в оккупированной Франции. |
| Мадлен Уайт (Штайнберг) англ. Madeleine White (Steinberg)       | 12650  | 25 августа 2013        | Виттель, Франция            | Помогала арестованным евреям в концлагере во Франции. |
| Фрэнсис Фоли англ. Francis Foley                                | 8378   | 25 февраля 1999        | Берлин, Германия            | Британский разведчик и сотрудник посольства в Берлине, выдал около 10 тысяч виз еврейским беженцам из Германии.                                                  |
| Джейн Хейнинг англ. Jane Haining                                | 6905   | 27 января 1997         | Будапешт, Венгрия           | Миссионер Шотландской церкви в Будапеште. Помогала евреям, в 1944 году была арестована и погибла в Освенциме.                                                    |